# Serio (singolo)
Serio è un singolo del rapper italiano Emis Killa, pubblicato il 9 febbraio 2018 dalla Carosello Records.

## Descrizione
Prodotto da Ava, il brano ha visto la partecipazione del rapper italiano Capo Plaza. Il testo tratta principalmente la vita quotidiana di Emis Killa e Capo Plaza: dalla fama ai soldi guadagnati non per hobby, ma «facendo sul serio».

## Video musicale
Il videoclip, diretto da Alessandro Murdaca e girato a Tokyo, mostra Emis Killa e Capo Plaza sorvolare la città a bordo di un jet e viaggiare in una Porsche targata SERIO.

## Tracce
1. Serio – 3:38

## Classifiche
| Classifica (2018) | Posizione massima |
| ----------------- | ----------------- |
| Italia            | 11                |